# Гамма Малого Пса
Гамма Малого Пса (γ CMi / γ Canis Minoris) — двойная звезда в созвездии Малого Пса. Расстояние до Земли составляет 398 световых лет.
γ Малого Пса — оранжевый гигант типа К, имеет видимую звёздную величину +4.33 и звезда видна невооружённым глазом только в ясную ночь. Это — физическая двойная звезда, с периодом обращения компонентов 389 дней.
Гамма Малого Пса расположена чуть к северу от Гомейсы.